# Посёлок Изваринской школы
Посёлок Изва́ринской шко́лы — бывший посёлок в Ленинском районе Московской области Российской Федерации, с 2011 года входит в состав посёлка Внуково, который в свою очередь с 1 июля 2012 года входит в состав Москвы. Расположен на юго-западной стороне МКАД, население (2006) — 31 человек.
Располагался на Внуковском шоссе, недалеко от железнодорожной станции Внуково Киевского направления Московской железной дороги.

## История
Посёлок сложился вокруг нового, третьего здания Изваринской школы, построенного в 1961 году и вынесенного за пределы деревни Изварино. При этом адресом самой Изваринской школы была станция Внуково, расположенная в нескольких километрах от школы.